# Дан Ейнбіндер
Дан Ейнбіндер (івр. דן איינבינדר, нар. 16 лютого 1989) — ізраїльський футболіст, півзахисник клубу «Хапоель» (Беер-Шева) та національної збірної Ізраїлю.

## Клубна кар'єра
Народився 16 лютого 1989 року. Вихованець футбольної школи клубу «Бейтар» (Єрусалим). Дорослу футбольну кар'єру розпочав 2008 року в основній команді того ж клубу, в якій провів три сезони, взявши участь у 43 матчах чемпіонату. Основним гравцем був лише в останньому сезоні в клубі 2011/12.
Після цього протягом сезону 2012/13 років захищав кольори «Хапоеля» (Кір'ят-Шмона). Своєю грою за цю команду привернув увагу представників тренерського штабу одного з топ-клубів країни «Маккабі» (Тель-Авів), до складу якого приєднався 9 червня 2013 року. Відіграв за тель-авівську команду наступні два сезони своєї ігрової кар'єри, вигравши за цей час два чемпіонати Ізраїлю, а також по одному кубку Ізраїлю і Кубку Тото, проте основним гравцем не став.
8 вересня 2015 року покинув "Маккабі і 4 жовтня повернувся до «Бейтара» (Єрусалим), підписавши контракт на один сезон. 30 травня 2016 року він продовжив контракт ще на один сезон і був призначений капітаном команди.
У травні 2017 року на правах вільного агента перейшов у «Хапоель» (Беер-Шева). Станом на 14 квітня 2018 року відіграв за клуб 26 матчів в національному чемпіонаті.

## Виступи за збірні
2007 року дебютував у складі юнацької збірної Ізраїлю, взяв участь у 7 іграх на юнацькому рівні.
6 жовтня 2016 року дебютував в офіційних іграх у складі національної збірної Ізраїлю в матчі відбору на чемпіонат світу 2018 року проти Македонії (2:1). 12 листопада 2016 року Ейнбіндер забив свій перший гол за збірну у цьому ж відбірковому етапі у грі проти Албанії (3:0). Це був лише його другий матч за Ізраїль.

## Титули і досягнення
- Чемпіон Ізраїлю (3):

«Маккабі» (Тель-Авів): 2013–14, 2014–15
«Хапоель» (Беер-Шева): 2017-18
- Володар Кубка Ізраїлю (2):

«Бейтар» (Єрусалим): 2008–09
«Маккабі» (Тель-Авів): 2014–15
- Володар Кубка Тото (2):

«Маккабі» (Тель-Авів): 2014–15
«Бейтар» (Єрусалим): 2019–20
- Володар Суперкубка Ізраїлю (2):

«Хапоель» (Беер-Шева): 2017
| Дата       | Місто             | Господарі          | Результат | Гості              | Турнір            | Голи | Примітки |
| ---------- | ----------------- | ------------------ | --------- | ------------------ | ----------------- | ---- | -------- |
| 6-10-2016  | Скоп'є            | Північна Македонія | 1 – 2     | Ізраїль            | Відбір до ЧС 2018 | -    | 72'      |
| 12-11-2016 | Шкодер            | Албанія            | 0 – 3     | Ізраїль            | Відбір до ЧС 2018 | 1    | 70'      |
| 24-3-2017  | Хіхон             | Іспанія            | 4 – 1     | Ізраїль            | Відбір до ЧС 2018 | -    | 60'      |
| 2-9-2017   | Хайфа             | Ізраїль            | 0 – 1     | Північна Македонія | Відбір до ЧС 2018 | -    | 53'      |
| 5-9-2017   | Реджо-нель-Емілія | Італія             | 1 – 0     | Ізраїль            | Відбір до ЧС 2018 | -    | 77'      |
| 6-10-2017  | Вадуц             | Ліхтенштейн        | 0 – 1     | Ізраїль            | Відбір до ЧС 2018 | -    | 63'      |
| Усього     |                   | Матчів             | 6         |                    | Голів             | 1    |          |